# مقاطعة نورفولك (ماساتشوستس)
مقاطعة نورفولك (Norfolk County) هي إحدى مقاطعات ولاية ماساتشوسيتس الأمريكية. في عام 2000، بلغ عدد سكانها 650308 نسمة. مدينتها الحاضرة هي ديدام. مساحتها 1150 كم2 (444 ميل2) منها 115 كم2 (44 ميل2) مياه أو ما يعادل 9.99 %.

## المقاطعات المجاورة
- مقاطعة ميدلسيكس (شمال)
- مقاطعة سوفولك (شمال شرق)
- مقاطعة بليموث (جنوب شرق)
- مقاطعة بريستول (جنوب)
- مقاطعة بروفيدينس (جنوب غرب)
- مقاطعة وورسيستر (غرب)

## أعلام
- تشارليز فاريل
- كليفورد هاريسون
- دوري بريفن
- سيدني فاي بلايك
- جون ماكلولين

## وصلات خارجية
- الموقع الرسمي